# Terrebonne (Oregon)
Terrebonne ist eine unincorporated community und ein census-designated place (CDP) im Deschutes County im US-Bundesstaat Oregon. Die Bevölkerung war 1392 bei der Volkszählung 2020.

## Geografie
Terrebonne liegt im nordöstlichen Deschutes County an der US Route 97. Es liegt 10 Kilometer nördlich von Redmond, 39 Kilometer nördlich von Bend, dem County Seat und 32 Kilometer südlich von Madras. Nach Angaben des United States Census Bureau hat das CDP eine Gesamtfläche von 2,6 Quadratkilometern, wovon alles Land ist.

## Klima
Gemäß dem Köppen-Klimaklassifizierungssystem hat Terrebonne ein mediterranes Klima.

## Demografie
Die Bevölkerung war 1392 bei der Volkszählung 2020.

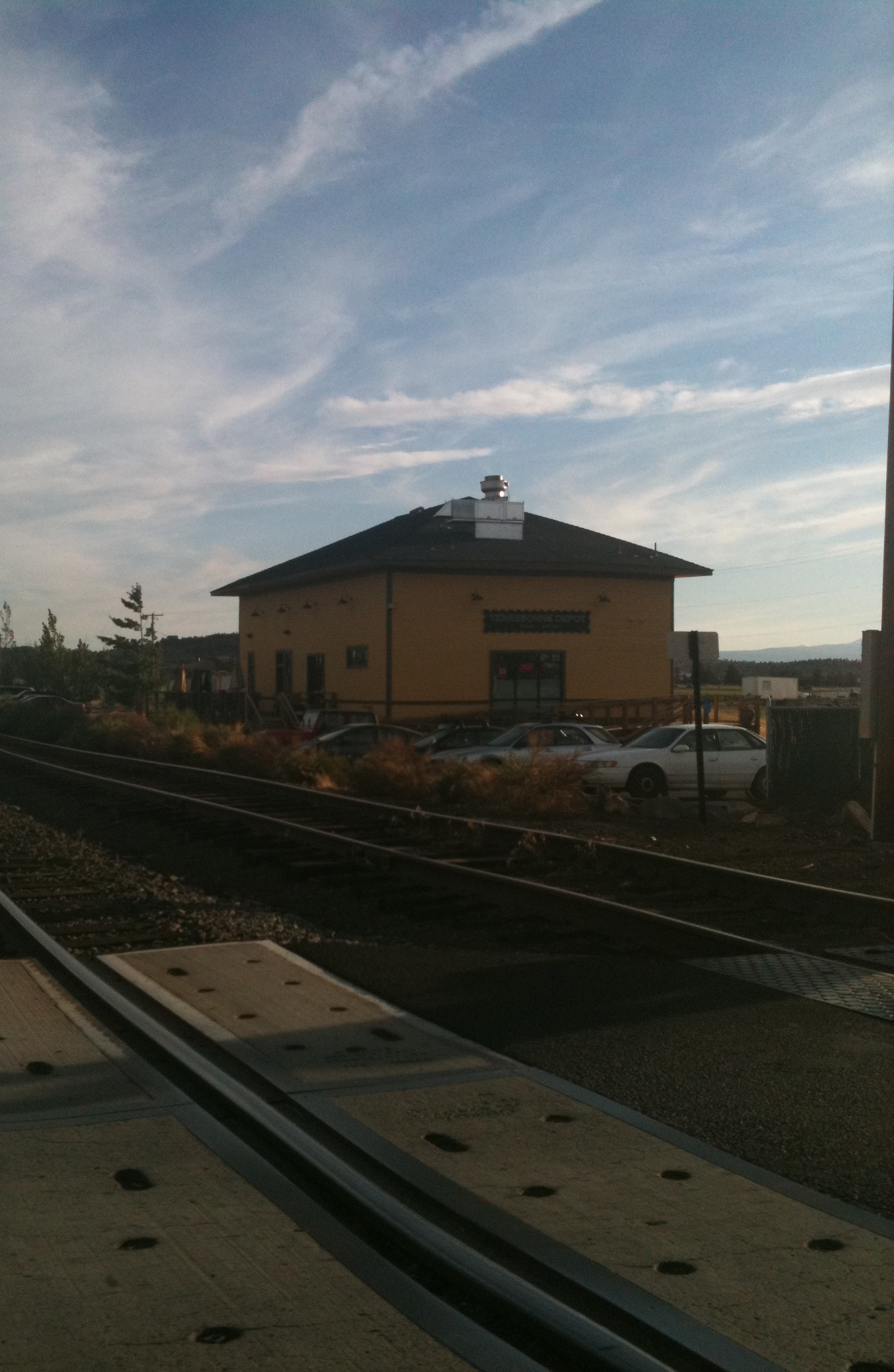
Terrebonne Depot an der BNSF

## Tourismus
Der Smith Rock State Park liegt bei Terrebonne.